# Anna Malujdy
Anna Malujdy (ur. 14 października 1976 w Poznaniu) – polska siatkarka, reprezentantka Polski, występująca na pozycji libero.
Treningi rozpoczęła w szkole podstawowej nr 6 w Poznaniu, w wieku 14 lat rozpoczęła karierę w studenckim klubie sportowym AZS-AWF Poznań. W 1995 przeniosła się do Piły, gdzie zasilała szeregi PTPS Prasa Piła. W 2005 wyjechała na Cypr gdzie z klubem "Anorthosis" zdobyła Mistrzostwo Cypru. W latach 1997–2000 13-krotna reprezentantka Polski.

## Kariera
- AZS AWF Poznań
- PTPS Nafta-Gaz Piła
- Anorthosis Famagusta

## Osiągnięcia
- Mistrzostwo Polski 2001/2002 z drużyną PTPS Nafta-Gaz Piła
- Mistrzostwo Polski 2000/2001 z drużyną PTPS Nafta-Gaz Piła
- Mistrzostwo Polski 1999/2000 z drużyną PTPS Nafta-Gaz Piła
- Mistrzostwo Polski 1998/1999 z drużyną PTPS Nafta-Gaz Piła
- Puchar Polski 1999/2000 z drużyną PTPS Nafta-Gaz Piła
- Puchar Polski 2001/2002 z drużyną PTPS Nafta-Gaz Piła
- Puchar Polski 2002/2003 z drużyną PTPS Nafta-Gaz Piła
- Finalistka Final Four 1999/2000 z drużyną PTPS Nafta-Gaz Piła
- Mistrzostwo Cypru 2005/2006 z drużyną ANOPΘΩΣIΣ Aμμóχωστος